# Olszewo-Chlebowo
Olszewo-Chlebowo – część wsi Olszewo-Bołąki w Polsce, położona w województwie mazowieckim, w powiecie mławskim, w gminie Stupsk.
W latach 1975–1998 Olszewo-Chlebowo administracyjnie należało do województwa ciechanowskiego.